# Ceracia stackelbergi
Ceracia stackelbergi là một loài ruồi trong họ Tachinidae.